# وولینیایی‌ها

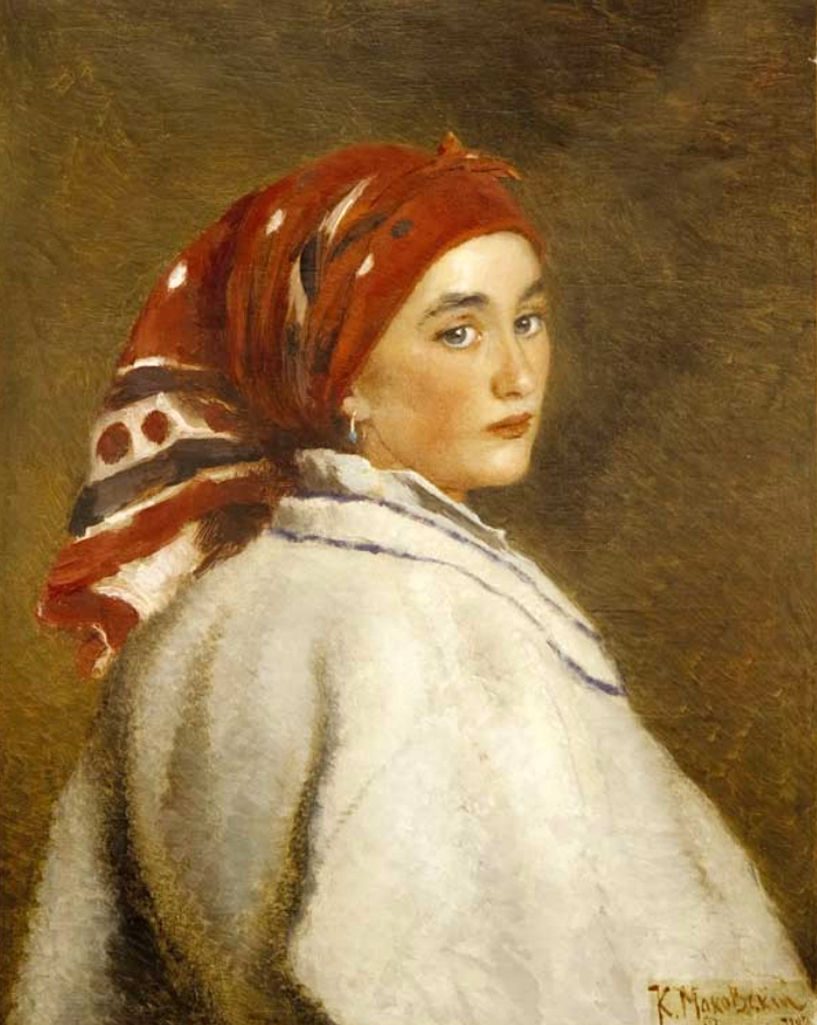
زن اوکرائینی رعیت از وولین، نقاشی رنگ روغن روی بوم اثر کنستانتین ماکوفسکی

وولینیایی‌ها (اوکراینی: Волиняни وُلی‌نیانی؛ لهستانی:Wołynianie) قبیله‌ای از اسلاوهای شرقی بودند که در سده‌های میانی آغازین در شاهزاده‌نشین وولینی می‌زیستند. ذکر آنان در قصه سالیان گذشته رفته است، سرزمین محل اقامت ایشان هم امروزه دربرگیرنده باختر اوکراین، شرق لهستان و جنوب بلاروس می‌باشد. برخی تاریخ‌دانان احتمال داده‌اند که وولینیایی‌ها در اصل و تا پیش از رسیدن اسلاوها به این منطقه در سدهٔ ششم میلادی، تبار سلتی داشته‌اند.